# Relaciones Bolivia-Ecuador
Las Relaciones Bolivia-Ecuador se refieren a las relaciones entre la Estado Plurinacional de Bolivia y la República del Ecuador. Ambos son miembros de la Comunidad Andina.

## Historia

### Dominio español
Tanto los actuales territorios bolivianos como los ecuatorianos formaron parte del Imperio español hasta el siglo XIX, cuando ambas naciones obtuvieron su independencia definitiva de España. La Real Audiencia de Quito y la Real Audiencia de Charcas conformaban parte del Virreinato del Perú en un comienzo, para luego esta última pasar a formar parte del Virreinato del Río de la Plata, siendo renombrada como Alto Perú, así como también la Provincia de Quito pasó a formar parte luego del Virreinato de Nueva Granada.

### Historia reciente
En el 2018, Ecuador presentó notas formales de protesta ante Bolivia y Venezuela por las críticas realizadas por los presidentes luego que la justicia ecuatoriana dictara un pedido de prisión preventiva al expresidente Rafael Correa, acusado supuestamente de autorizar un secuestro al opositor Fernando Balda.

## Relaciones económicas
Bolivia y Ecuador conforman parte de la Zona Andina de Libre Comercio de la Comunidad Andina que permite la libre circulación de mercancías.